# Wii no Ma
Wii no Ma Cambra Wii (Wiiの間), conegut extraoficialment com a Wii Room en anglès, va ser un canal per a la Wii llançat només al Japó que oferia un servei de vídeo a la carta, de lloguer de pel·lícules i de compres operat per Nintendo i Dentsu. Va sortir l'1 de maig de 2009 i es podia baixar gratuïtament des del Wii Shop Channel, tot i que els vídeos de pagament es podien comprar amb Wii Points. El servei es va tancar el 30 d'abril de 2012.

## Visió general
El canal permetia a l'usuari afegir-hi una família de fins a vuit personatges Mii, que viurien a la cambra Wii, una sala d'estar japonesa amb una taula de te i un televisor. La taula de te va ser la que va inspirar originalment el servei, convertint-se en la icona del canal. Els personatges feien coses quotidianes a la cambra, com passar l'aspiradora, llegir manga, dinar o jugar a les seves consoles Nintendo DSi. Assenyalar diferents parts de l'habitació amb el Wii Remote permetia a l'usuari accedir als diferents menús i serveis. La cambra canviava segons l'estació i l'hora del dia.
El servei oferia una gran quantitat de programació original, també contingut patrocinat. Tot i que no hi havia un gènere o un públic específic, es van centrar en els programes que tota la família podia veure.
El canal es podia baixar gratuïtament del Wii Shop Channel i utilitzava 121 blocs. Era un canal exclusiu per al Japó, de manera que només es podia utilitzar a les consoles Wii japoneses i només estava disponible en japonès.

## Funcionalitat

### Cambres
En accedir al menú Iron'na Ma cambres diverses (いろんな間), l'usuari podia trobar una desfilada de diferents personatges Mii amb logotips de diferents serveis i empreses. En seleccionar-ne un, l'usuari podria accedir a la cambra del servei, permetent-li trobar-ne més informació, veure'n el contingut o participar en enquestes.
Les cambres només estaven disponibles durant un període limitat, i moltes tenien com a temes estacions com ara el cap d'any o el dia de Sant Valentí. Algunes cambres incloïen contingut original, com ara la cambra Pokémon, la cambra Kirby, Minna no Ma i Mii no Ma. Altres cambres aleshores presentaven sorteigs o contingut patrocinat, com ara la cambra Warner i la cambra Disney.

### Programes
Wii no Ma també tenia una secció dedicada de programes, que oferia una llista de programes dirigits a tota la família. El contingut es podia cercar per categoria, gènere, tipus, grup sanguini, edat, classificacions o simplement pel nom del programa desitjat. A més, un Mii anomenat Osusume recomanacions (おすすめ) guiava l'usuari per trobar-hi contingut que li pogués agradar. Després de veure un vídeo, els usuaris registrats podien valorar-lo arrossegant cadascun el seu propi Mii a la classificació desitjada. La qualificació oscil·lava entre quatre punts (◎, ○, △, ×, de millor a pitjor).

### Cinema
El canal va rebre la seva primera actualització el 21 de novembre de 2009, l'actualització del cinema (sovint anomenada versió 770), que afegia la sala de cinema. Aquesta sala representava els personatges Mii menjant en un cinema domèstic amb una pantalla gran i llums blaves que es poden canviar a altres colors. L'usuari hi podia trobar contingut de pagament i programes o pel·lícules que es podien llogar. Alguns programes destacats eren el Barri Sèsam, l'anime Pokémon i Hoshi no Kirby (Kirby: Right Back at Ya!, també estava disponible a Europa al Kirby TV Channel).
Les compres de contingut requerien Wii Points.

### Compres
L'1 de novembre de 2010, el Wii no Ma va rebre una nova actualització, l'actualització de la botiga (sovint anomenada versió 1025). Va comptar amb una renovació completa, amb nous menús, una nova cambra, una nova introducció i, sobretot, el llançament del nou servei Wii no Ma Shopping Botiga Wii no Ma (Wiiの間ショッピング).
Mitjançant aquest nou servei realitzat en col·laboració amb Senshukai, els usuaris podien adquirir articles quotidians, aliments, marxandatge, versions en DVD dels programes del servei i objectes especials com els segells Mii. A diferència del cinema, els articles de la botiga es podien pagar amb targeta de crèdit, des d'una botiga a l'abast o contra reemborsament. Els articles també es podien demanar mitjançant una trucada telefònica, per als clients que no es sentissin còmodes amb les compres en línia.
La nova cambra Wii era una mica més petita que l'anterior i comptava amb un televisor gran, però la càmera ja no es podia girar. La interfície i els menús es van canviar per ser més fàcils d'utilitzar, ara totes les opcions estaven disponibles des dels botons que es mostraven a la pantalla, en lloc de necessitar apuntar el Wii Remote per la cambra.
Aquesta seria l'actualització final del Wii no Ma, tot i que el contingut del servei es va seguir actualitzant periòdicament fins al tancament.

### Personatges Mii conserges
Els personatges Mii conserges eren personatges Mii de celebritats o originals que visitaven la cambra Wii de l'usuari. Durant la visita, es presentaven i mostraven programes recomanats perquè l'usuari els veiés. Des de l'actualització de la botiga, els personatges Mii conserges també podrien incloure veus. Els programes presentats es podien tornar a veure en qualsevol moment des de la secció de programes.

### Missatges
El servei també incloïa una opció per enviar i rebre missatges. Els usuaris podien enviar missatges dins de la seva pròpia cambra Wii perquè els llegeixi un altre membre de la família o a un amic Wii mitjançant el servei que oferia el WiiConnect24. Els missatges podrien tenir fins a quatre seccions i podrien incloure un programa per recomanar. L'usuari triaria quin Mii enviaria el missatge i amb quin estat d'ànim presentar-lo. A continuació, aquest Mii visitaria la cambra Wii del destinatari, presentaria el missatge i mostraria el programa recomanat si n'hi havia inclòs un.

### Pòsters
La cambra Wii i la sala de cinema presentaven diversos pòsters que mostraven imatges de diferents títols, campanyes, anuncis, programes i jocs, com ara el Wii Sports Resort o el Wii Fit. En seleccionar-los amb el Wii Remote, l'usuari podria veure un vídeo per obtenir-ne més informació.

## Dokodemo Wii no Ma
Dokodemo Wii no Ma Wii no Ma a qualsevol lloc (どこでもWiiの間) va ser una aplicació DSiWare que s'utilitzava amb el Wii no Ma. Va estar disponible a la Nintendo DSi Shop al Japó l'1 de maig de 2009 i es va tancar el 30 d'abril de 2012, la mateixa data que el Wii no Ma.
Permetia als usuaris transferir programes del Wii no Ma a les seves consoles Nintendo DSi i veure'ls des de qualsevol lloc. Els programes es podien emmagatzemar a la memòria de la consola o a una targeta SD. La memòria del sistema només permetia un màxim de 93 blocs, de manera que per als programes llargs calia una targeta SD. A més, els usuaris podien obtenir "cupons de vídeo" proporcionats pels patrocinadors del servei i portar-los a les botigues per rebre diverses ofertes especials.

## Recepció
Tot i ser de curta durada i exclusivament al Japó, el Wii no Ma va ser un èxit. El 26 d'octubre de 2009, el servei ja havia estat utilitzat per 2,48 milions de persones en 930.000 llars. Al febrer de 2012, el canal s'havia baixat 4,49 milions de vegades i tenia 8,81 milions d'usuaris.

## Tancament
El 21 de febrer de 2012, Nintendo va publicar un avís anunciant que el servei del Wii no Ma seria tancat, només tres anys després del seu llançament. El 3 de març es va afegir una cambra anomenada Arigatou no Ma Cambra Gràcies (ありがとうの間). El 28 d'abril de 2012 es mostrava a la televisió de la cambra un missatge d'agraïment del personal.
El Wii no Ma es va tancar el 30 d'abril de 2012. Després d'això, l'empresa es va convertir en Nintendo Network Service Database, fins a la seva liquidació el 2018.
El 2020, un grup de fans, desenvolupadors de homebrew per a Wii, va iniciar un projecte per fer un servidor personalitzat per al Wii no Ma i per a altres canals Wii en un intent de preservar-los i fer-los accessibles després del tancament, així com per traduir-los. El 18 d'octubre de 2020, el primer llançament beta per al retorn del Wii no Ma va ser complet, sota el servei WiiLink.